# Abdul Fatawu Issahaku
Abdul Fatawu Issahaku, född 8 mars 2004 i Tamale, är en ghanansk fotbollsspelare som spelar för Leicester City och Ghanas landslag.

## Klubbkarriär
I april 2022 värvades Fatawu av Sporting Lissabon, där han skrev på ett femårskontrakt.

## Landslagskarriär
Fatawu debuterade för Ghanas landslag den 9 oktober 2021 i en 3–1-vinst över Zimbabwe. I november 2022 blev Fatawu uttagen i Ghanas trupp till VM 2022.